# Impact Wrestling Homecoming (2021)
Homecoming (2021) – gala wrestlingu zorganizowana przez amerykańską federację Impact Wrestling, która była transmitowana za pomocą platformy Impact Plus. Odbyła się 31 lipca 2021 w Skyway Studios w Nashville (nagrania telewizyjne miały miejsce 18 i 19 lipca). Była to druga gala z cyklu Homecoming.
Karta walk składała się z 10 pojedynków, w tym jednego o tytuł mistrzowski. Walką wieczoru był Hardcore match, w którym Eddie Edwards pokonał W. Morrisseya. W innym pojedynku Josh Alexander pokonał Black Taurusa, pozostając Impact X Division Championem. Na gali odbył się również Homecoming King and Queen Tournament. Jego zwycięzcami zostali Matthew Rehwoldt (debiutujący w Impact Wrestling) i Deonna Purrazzo po triumfie nad Decay (Rosemary i Crazzy Steve).

## Rywalizacje
Homecoming oferowało walki wrestlingu z udziałem różnych zawodników na podstawie przygotowanych wcześniej scenariuszy i rywalizacji, które są realizowane podczas cotygodniowych odcinków programu Impact!. Wrestlerzy odgrywają role pozytywnych (face) lub negatywnych bohaterów (heel), którzy rywalizują pomiędzy sobą w seriach walk mających budować napięcie.

## Karta walk
Zestawienie zostało oparte na podstawie źródła:
| Nr                                 | Wyniki                                                                                        | Stypulacje                                     | Czas  |
| ---------------------------------- | --------------------------------------------------------------------------------------------- | ---------------------------------------------- | ----- |
| 1                                  | Deonna Purrazzo i Matthew Rehwoldt pokonali Hernandeza i Alishę Edwards (z Johnnym Swingerem) | I runda Homecoming King and Queen Tournament   | 7:30  |
| 2                                  | Matt Cardona i Chelsea Green pokonali Jordynne Grace i Peteya Williamsa                       | I runda Homecoming King and Queen Tournament   | 10:22 |
| 3                                  | Tommy Dreamer i Rachael Ellering pokonali Missy Hyatt i Briana Myersa (z Samem Beale)         | I runda Homecoming King and Queen Tournament   | 6:23  |
| 4                                  | Decay (Rosemary i Crazzy Steve) pokonali Fallah Bahha i Tashę Steelz                          | I runda Homecoming King and Queen Tournament   | 9:14  |
| 5                                  | Deaner (z Violent By Design) pokonał Williego Macka (z Richem Swannem)                        | Singles match                                  | 9:42  |
| 6                                  | Deonna Purrazzo i Matthew Rehwoldt pokonali Chelsea Green i Matta Cardonę                     | Półfinał Homecoming King and Queen Tournament  | 9:43  |
| 7                                  | Decay (Rosemary i Crazzy Steve) pokonali Rachael Ellering i Tommy’ego Dreamera                | Półfinał Homecoming King and Queen Tournament  | 10:59 |
| 8                                  | Josh Alexander pokonał Black Taurusa (z Havok)                                                | Singles match o Impact X Division Championship | 16:08 |
| 9                                  | Deonna Purrazzo i Matthew Rehwoldt pokonali Decay (Rosemary i Crazzy Steve)                   | Finał Homecoming King and Queen Tournament     | 11:13 |
| 10                                 | Eddie Edwards pokonał W. Morrisseya                                                           | Hardcore match                                 | 18:34 |
| (c) – mistrz/mistrzyni przed walką |                                                                                               |                                                |       |